# Antrostomus
Antrostomus – rodzaj ptaków z podrodziny lelków (Caprimulginae) w rodzinie lelkowatych (Caprimulgidae).

## Zasięg występowania
Rodzaj obejmuje gatunki występujące w Ameryce (Kanada, Stany Zjednoczone, Meksyk, Belize, Gwatemala, Salwador, Honduras, Nikaragua, Kostaryka, Panama, Kuba, Haiti, Portoryko, Saint Lucia, Kolumbia, Wenezuela, Gujana, Surinam, Gujana Francuska, Brazylia, Peru, Boliwia, Paragwaj i Argentyna).

## Morfologia
Długość ciała 21–34 cm; masa ciała samców 35–137 g, samic 35–120 g.

## Systematyka

### Etymologia
- Antrostomus: gr. αντρον antron „grota”; στομα stoma, στοματος stomatos „usta”[6].
- Setochalcis: gr. σης sēs, σητος sētos „ćma”; χαλκις khalkis, χαλκιδος khalkidos „drapieżny, lecz niezidentyfikowany ptak nocny”[7]. Gatunek typowy: Caprimulgus vociferus A. Wilson, 1812.
- Annamormis: Anna May Davis z domu Tarrence (1900–1973), żona amerykańskiego ornitologa L. Irby’ego Davisa; gr. ὁρμιζω hormizō „spoczywać bezpiecznie” (por. ορνις ornis, ορνιθος ornithos „ptak”)[8]. Gatunek typowy: Caprimulgus rufus Boddaert, 1783.

### Podział systematyczny
Do rodzaju należą następujące gatunki, wyodrębnione z rodzaju Caprimulgus:
- Antrostomus vociferus (A. Wilson, 1812) – lelkowiec krzykliwy
- Antrostomus arizonae Brewster, 1881 – lelkowiec arizoński
- Antrostomus noctitherus (Wetmore, 1919) – lelkowiec czarnogardły
- Antrostomus saturatus Salvin, 1870 – lelkowiec kostarykański
- Antrostomus ridgwayi Nelson, 1897 – lelkowiec brązowoszyi
- Antrostomus salvini (E. Hartert, 1892) – lelkowiec obrożny
- Antrostomus badius Bangs & Peck, 1908 – lelkowiec białosterny
- Antrostomus sericocaudatus Cassin, 1849 – lelkowiec jedwabisty
- Antrostomus carolinensis (J.F. Gmelin, 1789) – lelkowiec karoliński
- Antrostomus rufus (Boddaert, 1783) – lelkowiec rdzawy
- Antrostomus cubanensis Lawrence, 1861 – lelkowiec kubański
- Antrostomus ekmani Lönnberg, 1929 – lelkowiec haitański